# Cổ Phong
Cổ Phong (ko. 고봉 Kobong, zh. 高峯, 1890–1962), hiệu là Cảnh Dục (ko. 선사 Gyeonguk, zh. 景昱), là Thiền sư Hàn Quốc cận đại, thuộc Tào Khê tông. Sư là đệ tử nối pháp của Thiền sư Mãn Không Nguyệt Diện và có pháp tử nổi danh là Thiền sư Sùng Sơn Hạnh Nguyện (ko. Seungsahn) – người sáng lập trường phái Thiền Quán Âm (Kwan Um School of Zen) tại phương Tây.

## Tiểu sử
Sư xuất gia từ nhỏ tại chùa Namjangsa, sau đó sư đại ngộ khi thực hành đả Thiền Thất (Kiết chế, ko. Kyol che) tại tổ đình Thông Độ Tự (ko. Tongdosa) của Thiền phái Tào Khê. Thiền sư Cổ Phong nổi tiếng với những hành động buông thả giới luật như uống rượu. Sư từ chối việc dạy Thiền cho các tăng sĩ vì thấy họ là những kẻ kiêu ngạo, lười biếng tu tập. Sư chỉ dạy Thiền cho các cư sĩ, phật tử và các nữ tu sĩ. 
Thiền sư Cổ Phong không bao giờ trụ trì tại bất kỳ ngôi chùa nào và cũng không thành lập ngôi chùa nào của riêng mình. Khi về già, đệ tử là Thiền sư Sùng Sơn (ko. Seungsahn) đã đưa sư đến cư ngụ tại chùa Hwagyesa ở Seoul, Nam Hàn và chăm sóc sư cho đến khi sư tịch vào năm 1962 tại ngôi chùa này. Một ngôi tháp bằng đá granit lớn đã được xây dựng để tôn vinh và lưu giữ xá lợi của sư theo hướng sườn đồi nhìn ra chùa Hwagyesa.

## Truyền thừa
Thiền sư Cổ Phong là người nối pháp của Thiền sư Mãn Không (một trong các đệ tử nối pháp Thiền sư Cảnh Hư). Môn đệ nổi tiếng nhất của sư là Thiền sư Sùng Sơn Hạnh Nguyện, người truyền bá Thiền tông và sáng lập dòng Thiền Quán Thế Âm (Kwang Um School of Zen) ở phương Tây. Thiền sư Cổ Phong chưa bao giờ ấn khả cho bất kỳ vị tăng nào cho đến khi sư gặp được Thiền sư Sùng Sơn. Thiền sư Sùng Sơn nhận được ấn khả và truyền pháp từ Thiền sư Cổ Phong vào năm 22 tuổi và môn đệ nối pháp duy nhất của sư.